# Fehér Gábor (énekes)
Fehér Gábor (Budapest, 1976. május 10. –) magyar énekes, a Cotton Club Singers együttes egykori tagja.

## Életpályája
Zenei általános iskolában tanult. 1990–1994 között a Bartók Béla Zeneművészeti Szakközépiskola diákja volt. Egy évig az Eötvös Loránd Tudományegyetem Tanárképző Intézetének hallgatója volt. 1997–2009 között a Cotton Club Singers együttes énekese volt; Legeza Balázst váltotta. 2009-ben megalakította a Singer Street énekegyüttest.
Több saját szerzeménye is van.

## Családja
Zenész családból származott; édesapja Fehér András (1947–2017) zeneszerző volt. Nagyapja, Fehér Pál (1900–1959) operaénekes (tenor) volt. Testvére, Fehér Adrienn (1973–) EMeRTon-díjas énekesnő.